# Dubysa Szawle (szachy)
Dubysa Szawle – klub szachowy z siedzibą w Szawlach, sekcja Szkoły Sportowej „Dubysa”.

## Historia
Szachowa sekcja Młodzieżowej Szkoły Sportowej powstała w 1960 roku i funkcjonowała do 1970 roku. Została reaktywowana w 1972 roku. W klubie grała m.in. Viktorija Čmilytė. W 2005 roku sekcja zadebiutowała w Lietuvos šachmatų lyga, zajmując wówczas trzecie miejsce w mistrzostwach kraju. W latach 2008–2009 klub zajął piąte miejsce. W sezonie 2016 sponsorowana wówczas przez Tomas-SM Dubysa ukończyła rozgrywki na szóstej pozycji.